# Jean Pierre Blanchard
Jean Pierre François Blanchard (Les Andelys, 4 juli 1753 – Parijs, 7 maart 1809) was een Franse ballonvaarder uit Normandië.
Op 4 maart 1784 maakte hij zijn eerste luchtreis in een waterstofballon vanaf het exercitieveld in Parijs, de Champ-de-Mars. De vlucht duurde vijf kwartier, nadat hij een gewapende, jonge officier de mand uit had gewerkt die ongevraagd mee had willen gaan. Blanchard had achtereenvolgens te kampen met hitte, koude, honger en slaap - dat laatste vanwege de stilte.
Op 7 januari 1785 stak hij vanuit Dover in twee en een half uur het Kanaal over, samen met John Jeffries, een arts uit Boston. Omdat de ballon begon te dalen, gooiden de mannen bijna alles over boord, zelfs hun jassen. Tijdens een ballonvaart op 4 juni 1785 testte hij het prototype van een parachute uit, bevestigd aan een hond, een experiment dat later zijn leven zou redden.
Blanchard reisde door heel Europa om demonstraties uit te voeren. Een van de eerste ballonvaarten in Nederland vond plaats op 12 juli 1785, uitgevoerd door Blanchard vanuit de Paleistuin in Den Haag. Bij de landing nabij Zevenhuizen werd de ballon door woedende boeren kapotgeprikt.

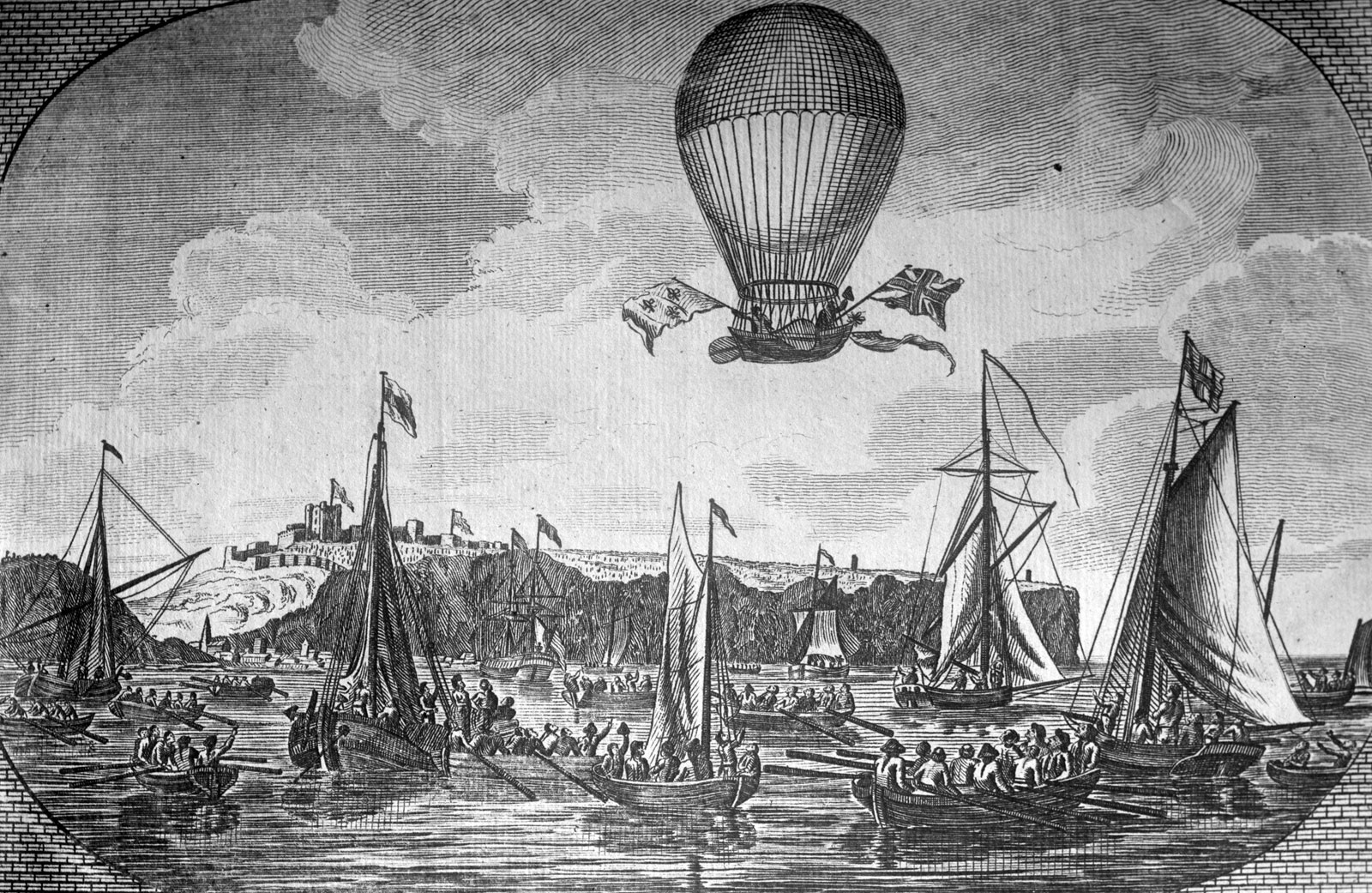
De oversteek van het Kanaal door Blanchard op 7 januari 1785

In 1792 werd Blanchard mogelijk opgesloten in Tirol in de vesting Kufstein, onder verdenking revolutionaire geschriften te hebben verspreid. In 1793 voerde hij de eerste ballonvaart in Amerika uit. In 1807 had hij 66 ballonvaarten op zijn naam staan. Hij stierf op 7 maart 1809 in Parijs, nadat hij enkele maanden eerder bij een ballonvaart boven Den Haag een hartaanval had gekregen.
Marie Madeleine Sophie Armant, zijn echtgenote, zette de ballonvaarten in haar eentje voort. Zij kwam op 6 juli 1819 om het leven, nadat haar ballon in brand was geraakt door vuurwerk dat zij had afgestoken.